# Оленяче озеро
Оленяче озеро (англ. Reindeer Lake) — озеро у центральній Канаді, на кордоні провінцій Саскачеван і Манітоба. Більша частина озера розташована на території Саскачевану. Озеро має добре розвинену берегову лінію та численні невеличкі острови. 